# Contea di Logan (Nebraska)
La contea di Logan (in inglese Logan County) è una contea dello Stato del Nebraska, negli Stati Uniti. La popolazione al censimento del 2000 era di 774 abitanti. Il capoluogo di contea è Stapleton.